# 인구감소지역
인구감소지역은 인구감소가 일어나는 시군구에 대해 지방자치분권 및 지역균형발전에 관한 특별법과 시행령에 따라 대한민국 행정안전부에서 지정한 것이다.
2021년 최초 지정되어 인구감소지역은 2024년 현재 89곳, 관심지역은 18곳으로 2026년 하반기에 재평가가 이뤄진다.